# Praia de Manibu
Praia de Manibu är en strand i Brasilien.   Den ligger i delstaten Ceará, i den östra delen av landet, 1 700 km nordost om huvudstaden Brasília.